# 増子有人
増子 有人（ますこ ゆうと、1970年7月16日 - ）は、NHKのアナウンサー。

## 人物
北海道札幌西高等学校、日本大学卒業後、1993年入局。入局以来、東日本、北日本を中心とした地域で勤務している。 
全日空857便ハイジャック事件（1995年6月21日発生）では、事件発生直後の正午のニュースの中で、ハイジャックされた全日空機を函館空港に設置されたロボットカメラが捉えて撮影し、増子が空港に着陸するところを生中継した。この映像は、ハイジャックされた航空機が空港に着陸する瞬間を生中継した世界初の映像とされている。
好きな食べ物は焼肉。

## 現在の出演番組
- 秋田県のニュース

## 過去の出演番組
函館放送局時代
- イブニングネットワーク函館

青森放送局時代
- あっぷるワイド（あっぷる体操）

秋田放送局時代
- 秋田県のニュース
- あきたYOUマガジン

札幌放送局時代
- 1度目
  - 金曜ひろば640キャスター（2001年 - 2004年）
  - もぎたてラジオ便アンカー
- 2度目
  - つながる@きたカフェ（マスター・2011年4月 - 2012年7月・2012年4月以降は原則隔週・隔日交代）
  - NHKニュースおはよう北海道
  - いくぞ〜!北の出会い旅
  - 北海道のニュース
- 3, 4度目
  - 北海道のニュース
  - ニュース北海道645（不定期）
  - ほっとニュース845（不定期）
  - 北海道まるごとラジオ（進行）[1]

ラジオセンター時代
- 番組制作（NHKジャーナル、土曜ジャーナル）

東京アナウンス室時代
- NHK BSニュース

北見放送局時代
- ほっとニュース北海道 オホーツク